# Cycas chenii
Cycas chenii — вид саговників, ендемічний для долини Червоної річки Юньнань, південний Китай. Він зустрічається в округах Хунхе та Шуанбай, Юньнань. Він найбільш близький до Cycas guizhouensis.